# قسم بندر تشارك الريفي (مقاطعة بندر لنجة)
قسم بندر تشارك الريفي (بالفارسية: دهستان بندر چارک) هي منطقة سكنية تقع في إيران في هرمزغان. يقدر عدد سكانها بـ 4,435 نسمة .